# Нильссон, Хенрик (футболист)
Ларс Хенрик Нильссон (швед. Lars Henrik Nilsson; род. 25 июля 1972, Швеция) — бывший шведский футболист, защитник известный по выступлениям за клубы «Мальмё» и «Ландскруна». Участник Олимпийских игр 1992 года.

## Клубная карьера
Нильссон начал карьеру в клубе «Мальмё». В 1991 году он дебютировал в Алсвенскан лиге. В составе команды Хенрик провёл выступал на протяжение четырёх сезонов. В 1996 году Нильссон подписал соглашение с «Хеслехольмом». В 1999 году игрок перешёл в клуб «Ландскруна» в составе которого провёл 5 лет и завершил карьеру в 2004 году.

## Международная карьера
В 1992 году в составе молодёжной сборной Швеции Нильссон принял участие в молодёжном чемпионате Европы. На турнире он сыграл в матчах против команд Италии.
В 1992 году в составе олимпийской сборной Швеции Нильссон принял участие в Олимпийских играх в Барселоне. На турнире он был запасным и на поле не вышел.